# ألكسندر ستوليتوف
الكسندر غريغوريفيتش ستوليتوف ((الروسية: Алекса́ндр Григо́рьевич Столе́тов) ؛ 10 أغسطس 1839 - 27 مايو 1896) كان فيـزيائيًا روسيًا، مؤسس الهندسة الكهربائية، وأستاذًا في جامـعة موسكو. كان شقيق الجنرال نيكولاي ستوليتوف.

## السيرة الشخصية
في 1856 درس الفيزياء والرياضيات في جامعة موسكو وكان من أوائل الطلاب الروس الذين حصلوا على منح حكومية. تخرج عام 1860 وواصل أبحاثه الأكاديمية في الجامعة. عام 1862 ابتعث للدراسة في ألمانيا حيث أمضى ثلاثة أعوام ونصف وتتلمذ عند هيلمهوتس، وكيرشوف وولهلم فيبر، وحصل في 1865 على مقعد تدريس في جامعة موسكو، وقدم أطروحة عام 1872.
تناولت أطروحته للدكتوراه مغناطيسية الحديد واشتهر بفضلها جميع أنحاء العالم. حضر حفل افتتاح المختبر الفيزيائي في كـامبريدج عام 1874، ومثل روسيا في المؤتمر العالمي الأول للكهرباء في باريس عام 1881، حيث قدم أعماله حول الروابط بين القيم الكهروستاتيكية والقيم الكهرومغناطيسية

## مساهماته

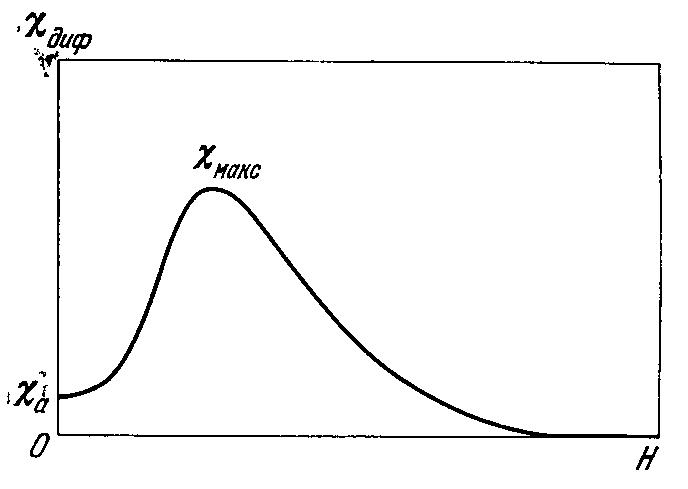
منحنى ستوليتوف

تشمل مساهماته الرئيسية أعماله في مجال المغناطيسية الحديدية واكتشاف قوانين ومبادئ التأثير الكهروضوئي الخارجي.
تشمل إنجازات ألكسندر ستوليتوف ما يلي:
المغناطيسية (1871-1872)
- كان ستوليتوف أول من أظهر أنه مع زيادة المجال المغناطيسي تزداد الحساسية المغناطيسية للحديد ثم تبدأ في الانخفاض بعد ذلك.[2] [3]
- بنى منحنى النفاذية المغناطيسية للمغناطيسية الحديدية، المعروف بمنحنى ستوليتوف.
- طور طريقتين جديدتين لقـياس الخواص المغناطيسية للمواد المختلفة.

التأثير الكهروضوئي (1888–1891)
- درس التأثير الكهروضوئي الخارجي الذي اكتشفه هيرتز عام 1887. نشرت النتائج في ستة أعمال.[4] [5] [6] [7] [8] [9]
- طور الأساليب الكمية لدراسة التأثير الكهروضوئي.
- عام 1889 اكتشف التناسب المباشر بين شدة الضوء والتيار المستحث بالصورة المقابلة (قانون ستوليتوف)
- اكتشف ثابت ستوليتوف الذي يحدد النسبة بين شدة التيار الكهربائي وضغط الغاز تحت أقصى تيار.
- بنيت أول خلية شمسية بناءً على التأثير الكهروضوئي الخارجي وقدرت وقت استجابة التيار الكهروضوئي.
- اكتشف انخفاض حساسية الخلايا الشمسية مع الوقت (إجهاد الخلايا الشمسية).

أخرى
- يحسب النسبة بين الوحدات الكهروديناميكية والوحدات الكهروستاتيكية، مما ينتج عنه قيمة قريبة جدًا من سرعة الضوء.

## المنشورات
تشمل الأعمال المنشورة الهامة لألكسندر ستوليتوف ما يلي:
- على قياس كولراوش لوحدة الزئبق للمقاومة الكهربائية؛
- طرق لتحديد التناسب بين الوحدات الكهرومغناطيسية والكهربائية الساكنة.
- على كهرباء التجاور.
- على الحالة الحرجة للأجساد (4 مقالات)؛
- البحوث الأكتينية الكهربائية
- الأثير والكهرباء
- مقال عن تطوير معرفتنا بالغازات؛
- مقدمة في علم الصوتيات والبصريات.

## روابط خارجية
- الكسندر ستوليتوف في روسيا InfoCentre